# Declaração de Alma-Ata

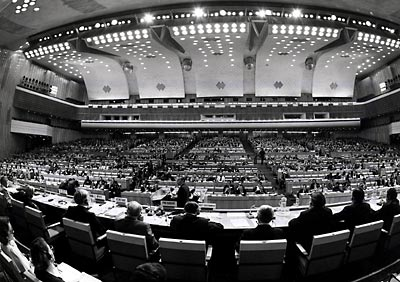
Conferência em Alma-ata, Cazaquistão, 1978.

A Declaração de Alma-Ata foi adotada em setembro de 1978, na Conferência Internacional sobre Cuidados Primários de Saúde, realizada pela Organização Mundial da Saúde (OMS) em Alma-Ata (atual Almati), na República Socialista Soviética do Cazaquistão, expressava a “necessidade de ação urgente de todos os governos, de todos os que trabalham nos campos da saúde e do desenvolvimento e da comunidade mundial para promover a saúde de todos os povos do mundo”

## Características
A Declaração de Alma-Ata se compõe 10 itens que enfatizam a Atenção primária à saúde (Cuidados de Saúde Primários), salientando a necessidade de atenção especial aos países em desenvolvimento. Exortando os governos, a OMS, a UNICEF e as demais entidades e organizações, a declaração defende a busca de uma solução urgente para estabelecer a promoção de saúde como uma das prioridades da nova ordem econômica internacional.
Tem sido considerada como a primeira declaração internacional que despertou e enfatizou a importância da atenção primária em saúde, desde então defendida pela OMS como a chave para uma promoção de saúde de caráter universal.
Os primeiros itens da declaração reafirmam a definição de saúde defendida pela OMS, como o “completo bem-estar físico, mental e social, e não simplesmente a ausência de doença ou enfermidade”, e a defendem como direito fundamental e como a principal meta social de todos os governos.
A seguir a declaração salienta a interferência da desigualdade social nas políticas de saúde, ressaltando o papel que a lacuna entre os países desenvolvidos e os países em desenvolvimento representa. Exortando todos os países à cooperação, na busca pelo objetivo comum da saúde, fator que contribui para a qualidade de vida e para a paz mundial, a declaração defende tal cooperação como direito e dever de todos, individual e coletivamente.
Segue-se a reafirmação da responsabilidade de todos os governos pela promoção de saúde, e a reivindicação da atenção primária como fator de viabilidade para uma universalização dos cuidados, mediante a abrangência e a melhoria social que possibilitam, integrando governo com todos os setores da sociedade, em prol da igualdade social.

## Atenção primária em saúde
A atenção primária em saúde tem sido adotada por diversos países. Em 2007, Margaret Chan, Diretora-Geral da OMS à época, apontou evidências internacionais de que os sistemas orientados em função da atenção primária são a forma mais eficiente de organização do sistema de saúde por ter apresentado vantagens, com custos mais baixos, e resultados mais satisfatórios.